# رئيف (اسم)
رئيف هو اسم علم مذكر من أصل عربي، ومعناه هو صيغة مبالغة من رائفوالمعنى الراحم العطوف اللين مع الآخرين عن قوة وحزم.

## شخصيات تحمل الاسم
- رئيف المهنا (24 يونيو 1940 – 2 يناير 2014)
- رئيف خوري (1913 – 1967)
- رئيف ديزداريفيتش (9 ديسمبر 1926 – )

## وصلات خارجية
- موسوعة السلطان قابوس لأسماء العرب نسخة محفوظة 5 أبريل 2019 على موقع واي باك مشين.